# Thiên đường đuôi đen
Thiên đường đuôi đen, tên khoa học Terpsiphone atrocaudata, là một loài chim trong họ Monarchidae.

## Hình ảnh

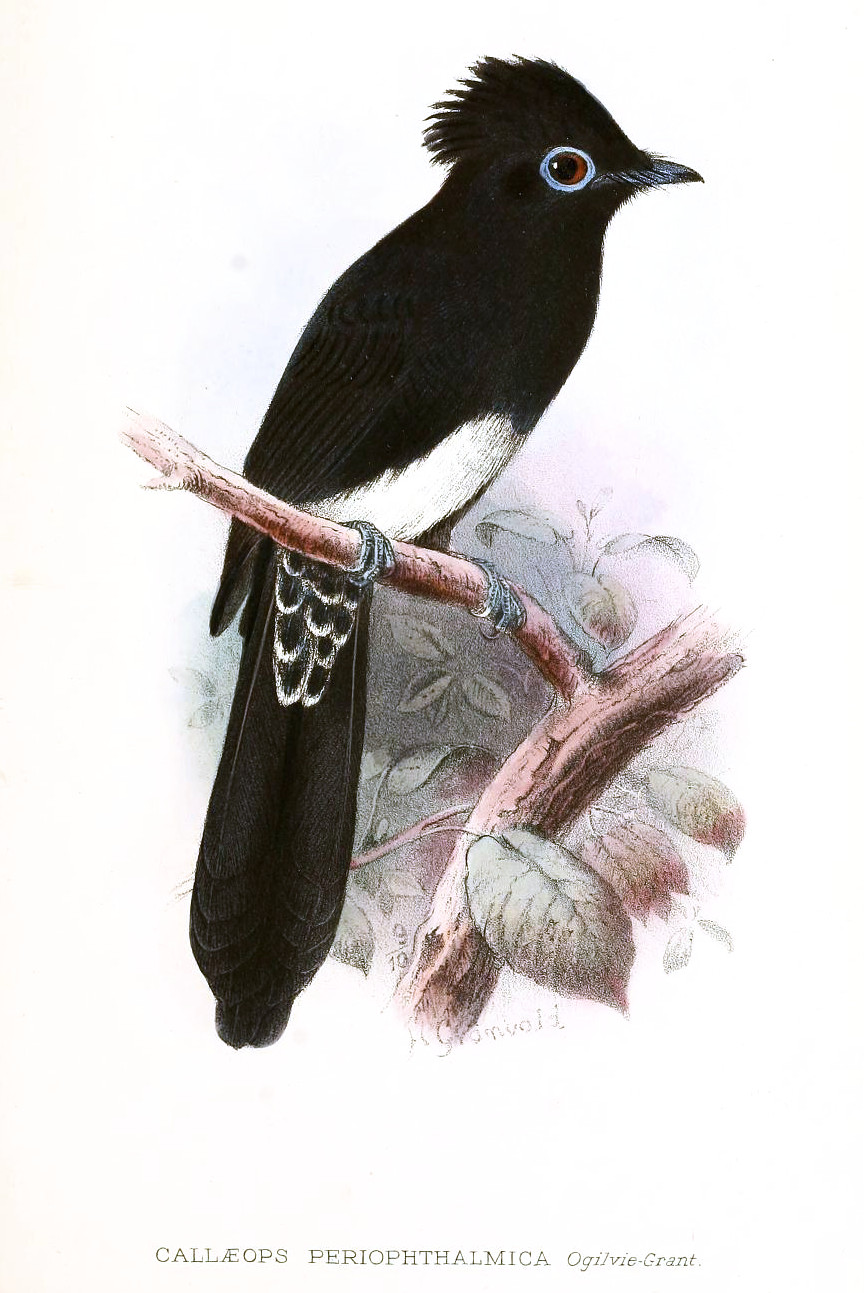
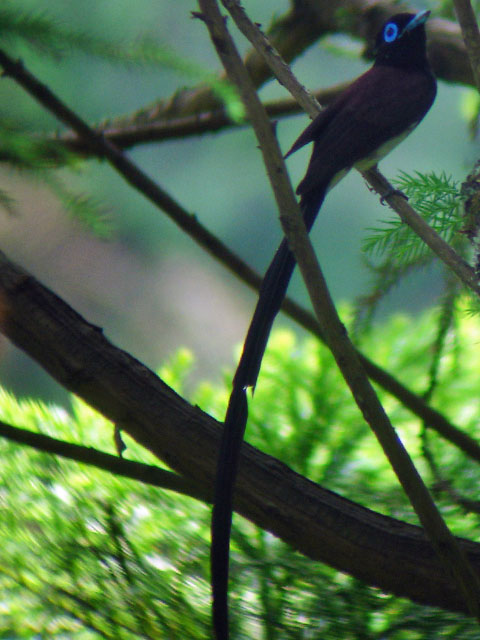